# Azochis
Azochis is een geslacht van vlinders uit de familie van de grasmotten (Crambidae), uit de onderfamilie van de Spilomelinae. De wetenschappelijke naam van dit geslacht is voor het eerst voorgesteld door Francis Walker in een publicatie uit 1859.

## Soorten
- Azochis camptozonalis Hampson, 1913
- Azochis cirrhigeralis Dognin, 1908
- Azochis curvilinealis Schaus, 1912
- Azochis cymographalis Hampson, 1918
- Azochis ectangulalis (Hampson, 1913)
- Azochis essequebalis Schaus, 1924
- Azochis euvexalis (Möschler, 1890)
- Azochis gripusalis Walker, 1859
- Azochis mactalis (C. Felder, R. Felder en Rogenhofer, 1875)
- Azochis oncalis Schaus, 1912
- Azochis patronalis (Möschler, 1882)
- Azochis pieralis (Walker, 1859)
- Azochis rufidiscalis Hampson, 1904
- Azochis rufifrontalis (Hampson, 1895)
- Azochis ruscialis (Druce, 1895)
- Azochis trichotarsalis Hampson, 1918